# 寨口站
寨口站是北京铁路西北环线上的一个车站，位于北京市海淀区军庄路20号（海淀水泥厂对面）。建于1979年。离三家店站10公里，距沙河站24公里，隶属北京铁路局北京西车务段管辖，现为四等站。
寨口地处两山之间，为西山主要隘口之一，历代有军队把守，设立栅栏，好像一座山寨的出入口，故名寨口。

## 图册

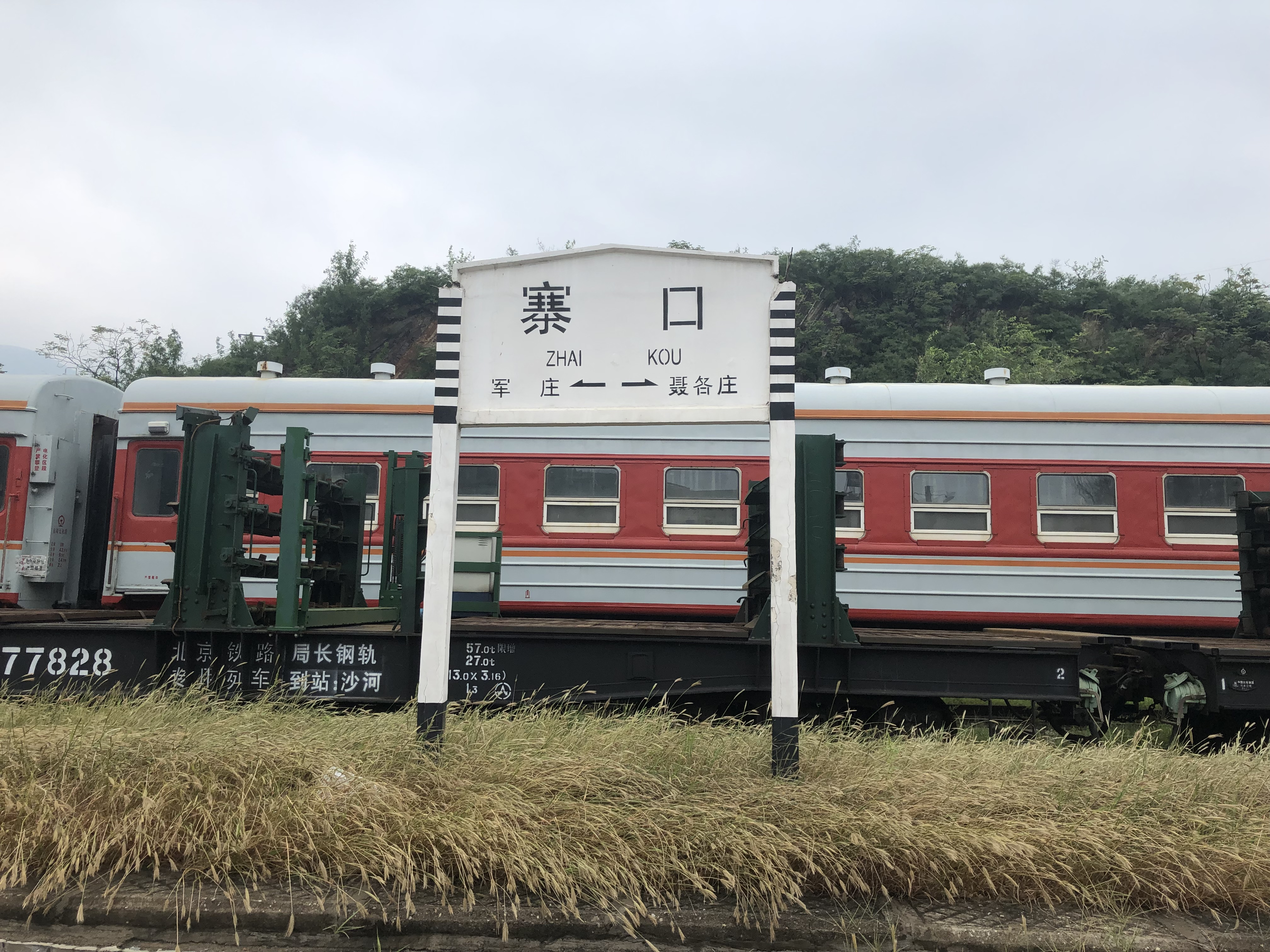
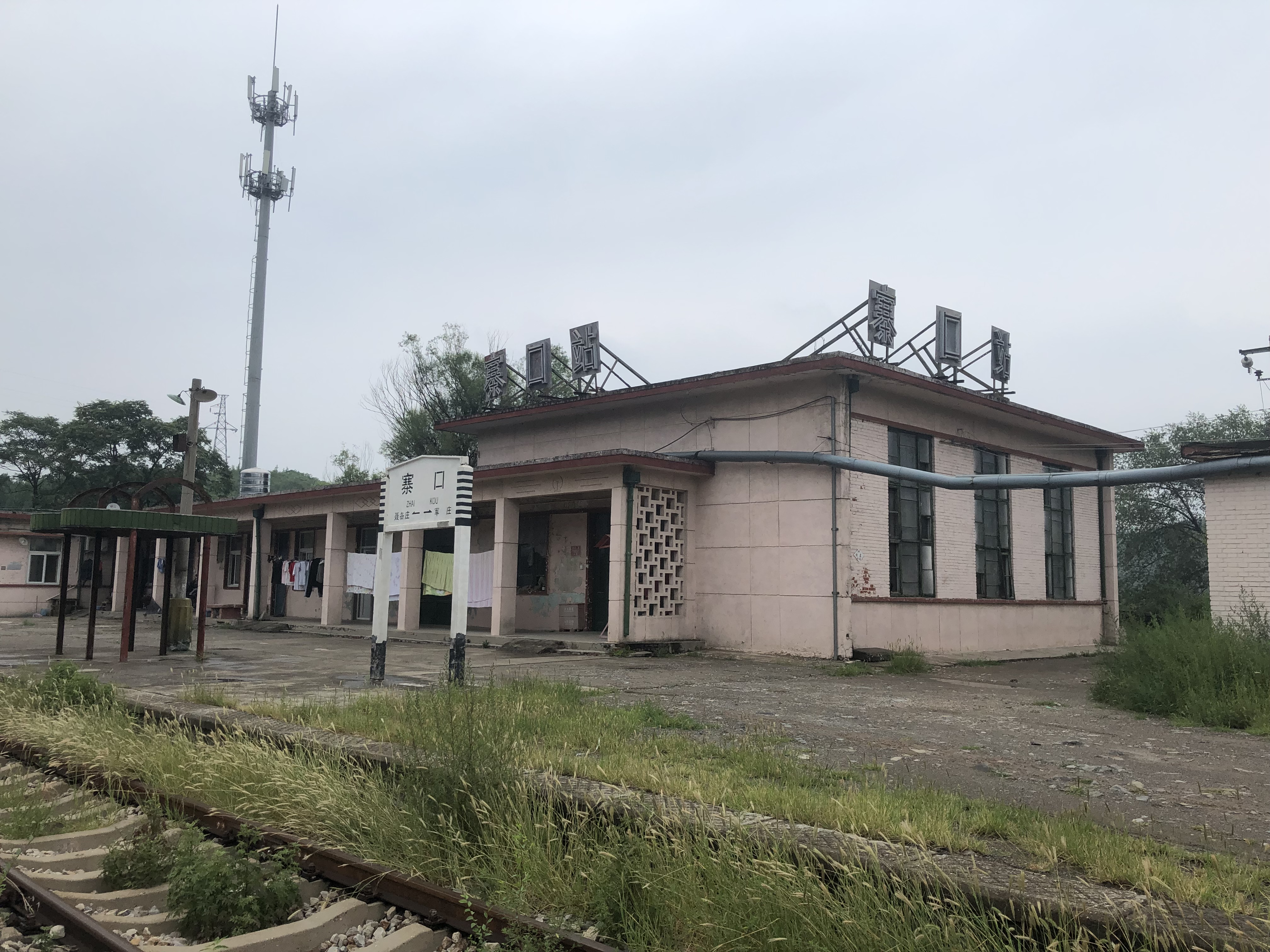
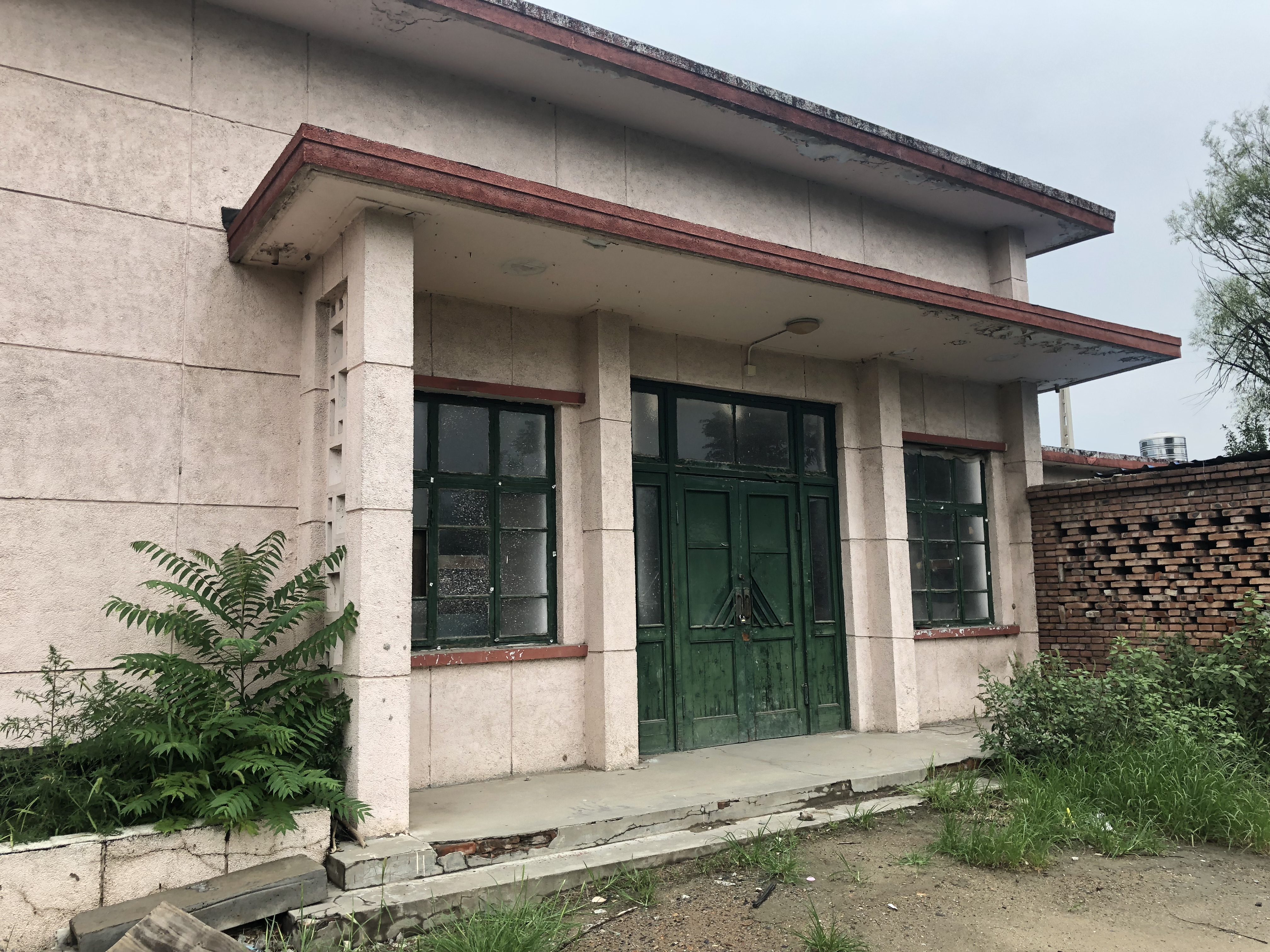